# Partito Whig (Stati Uniti d'America)
Il Partito Whig è stato un partito politico attivo durante la metà del XIX secolo negli Stati Uniti d'America. Insieme al Partito Democratico, il Partito Whig fu uno dei partiti principali nello scenario politico statunitense tra la fine degli anni trenta e i primi anni cinquanta dell'Ottocento, un periodo che alcuni studiosi hanno definito second party system. Durante la sua esistenza, il Partito Whig ha espresso quattro presidenti. Fra le personalità di spicco del partito, si possono annoverare Henry Clay, Daniel Webster, William Seward, John J. Crittenden e Truman Smith.
I Whig emersero durante gli anni 1830 del XIX secolo in opposizione al presidente Andrew Jackson, riunendo insieme gli ex membri del Partito Repubblicano Nazionale, del Partito Anti-Massonico e democratici delusi dalla presidenza. Si potrebbe sostenere che i Whig siano stati una derivazione del più antico Partito Federalista; tuttavia, il Partito Whig non ne fu un successore diretto e alcuni dei suoi esponenti di punta, come Henry Clay, facevano parte del partito rivale al Partito Federalista, il Partito Democratico-Repubblicano. Nelle elezioni presidenziali del 1836 ben quattro esponenti del Partito Whig, candidati in Stati diversi, ottennero voti nel collegio elettorale, ma il partito non riuscì a battere il candidato-successore di Andrew Jackson, Martin Van Buren. Alle elezioni presidenziali del 1840 i Whig riuscirono a sconfiggere Van Buren, ma il loro candidato e neo-presidente, William Henry Harrison, morì appena un mese dopo aver assunto la carica. Il successore di Harrison, John Tyler, fu espulso dal partito nel 1841 dopo essersi scontrato con Clay e con altri leader del partito riguardo a diversi temi di politica economica, come la necessità o meno di ricostituire una banca centrale.
Henry Clay riuscì a ottenere la nomination del partito per le elezioni del 1844, ma venne poi sconfitto alle elezioni dal democratico James K. Polk, la cui presidenza fu segnata dalla guerra contro il Messico. Il candidato Whig alle elezioni presidenziali del 1848 fu Zachary Taylor, il quale poi vinse alle elezioni ma morì in carica, nel 1850, e fu sostituito alla presidenza dal vicepresidente Millard Fillmore. Quest'ultimo, insieme a Clay, Daniel Webster e al democratico Stephen A. Douglas, condusse le trattative che portarono al cosiddetto compromesso del 1850, che contribuì a calmare le acque del panorama politico statunitense dopo la guerra contro il Messico. Tuttavia, i Whig patirono una pesantissima sconfitta alle elezioni presidenziali del 1852 a causa delle divisioni interne al partito stesso. Il partito si dissolse a causa dell'approvazione della legge Kansas-Nebraska Act del 1854, quando la maggior parte dei Whig degli Stati del Nord finirono per unirsi all'abolizionista Partito Repubblicano, mentre i Whig degli Stati del Sud si unirono prima al Partito Americano (detto anche "Know Nothing") e più tardi al Partito dell'Unione Costituzionale. Le ultime vestigia del Partito Whig scomparvero dopo la guerra di secessione, ma il suo programma politico rimase per decenni un punto di riferimento.
I Whig promossero un programma di interventismo economico conosciuto come "sistema americano", il quale prevedeva l'istituzione di dazi protezionisti, di sussidi federali alla costruzione di infrastrutture e la costituzione di una banca centrale. Il Whig inoltre fu a favore della modernizzazione del paese, della meritocrazia, dello Stato di diritto, della costituzione di meccanismi politici che limitassero il potere presidenziale e valorizzassero quello del Congresso, opponendosi dunque alla "tirannia della maggioranza" e ai rischi delle inclinazioni tiranniche dell'esecutivo. La base di sostegno del Partito Whig provenne soprattutto dalla classe imprenditoriale, agraria, riformista e protestante, oltre che dalla classe media urbana, mentre ottenne poco sostegno dalla classe contadina e dei lavoratori non specializzati. Il Partito Whig fu attivo sia negli Stati del Nord che in quelli del Sud e non ebbe una posizione decisa riguardo alla schiavitù, anche se i Whig degli Stati del Nord tesero ad opporsi ad essa rispetto alla loro controparte del Partito Democratico.

## Storia
Tra i fondatori spiccano l'ex presidente John Quincy Adams (1767-1848) e il futuro ministro degli Affari esteri Henry Clay. Essi erano accomunati dall'opposizione al programma del Partito Democratico di Andrew Jackson e Martin Van Buren. La formazione del Partito Whig diede vita al cosiddetto secondo sistema bipartitico (Partito Democratico contro Partito Whig); il primo sistema bipartitico aveva visto da una parte i repubblicani di allora (da non confondere con i repubblicani di epoche successive) e dall'altra i federalisti; il terzo avrebbe visto il Partito Democratico contro il Partito Repubblicano. 
Il filo politico che legava questi oppositori tra loro, però, era così sottile che fino al 1840 il partito non riuscì a presentare un candidato unitario alle elezioni politiche. Tendenzialmente, essi si distinguevano dai democratici in quanto erano fautori di politiche più centraliste in economia; punti chiave del partito Whig furono l'opposizione al libero scambio e il rafforzamento delle barriere protezionistiche, in quanto espressione degli interessi manifatturieri del Nord del paese.
Proprio nel 1840 i Whig vinsero le elezioni, eleggendo William Henry Harrison; il presidente, però, morì a un mese dal suo insediamento e i rapporti tra il suo successore John Tyler e il partito furono molto tesi. Nel 1844 il Whig Henry Clay fu sconfitto dal democratico Polk, ma nel 1848 ritornarono alla presidenza con Zachary Taylor. Anche Taylor morì prima della scadenza del mandato; il successore Millard Fillmore fu l'ultimo presidente Whig.
A metà del XIX secolo, il tema della schiavitù divenne il centro del dibattito politico. La questione mise uno contro l'altro il Nord ed il Sud del paese. Il Partito Whig si divise, mentre l'approvazione della legge su Kansas e Nebraska (Kansas-Nebraska Act) nel 1854 ne provocò la spaccatura: i parlamentari Whig del Nord votarono contro, quelli del Sud a favore. In questo modo, declinava definitivamente il secondo sistema bipartitico. In quell'occasione emerse negli Stati del Nord una nuova formazione, il Partito Repubblicano, la cui principale proposta fu quella di abolire la schiavitù in tutti i territori del paese. Sei anni dopo, il nuovo partito vinse la presidenza con Abraham Lincoln.

## Presidenti degli Stati Uniti appartenenti al Partito Whig
- William H. Harrison (presidenza di William Henry Harrison 1841)
- John Tyler (presidenza di John Tyler 1841-1845)
- Zachary Taylor (presidenza di Zachary Taylor 1849-1850)
- Millard Fillmore (presidenza di Millard Fillmore 1850-1853)